# Pseudocercospora pomaderridis
Pseudocercospora pomaderridis är en svampart som beskrevs av U. Braun & C.F. Hill 2003. Pseudocercospora pomaderridis ingår i släktet Pseudocercospora och familjen Mycosphaerellaceae.   Inga underarter finns listade i Catalogue of Life.